# Lundautställningen 1907

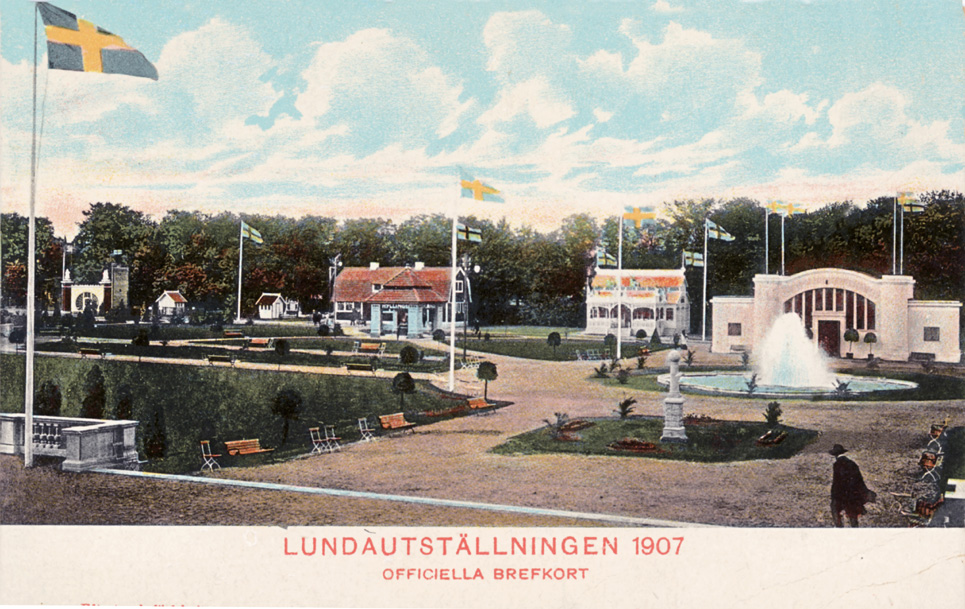
Vy över utställningsområdet 1907

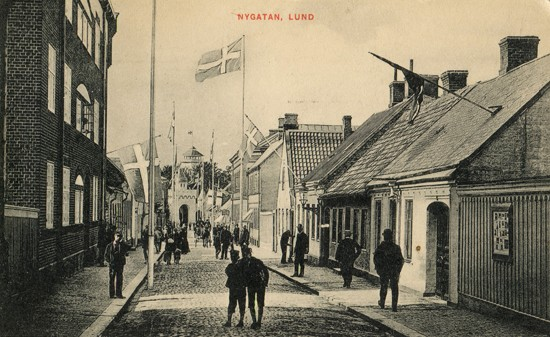
Nygatan, med utställningsentrén i fonden

Lundautställningen var en mellanstor industri-, konst- och slöjdutställning som ägde rum i Lund 1907 på det område där Stadsparken i dag ligger. Utställningsarealen var 99 749 kvadratmeter på vilka 1 427 utställare indelade i 16 grupper visade sina alster.
Utställare kom från hela landet, bland dessa fanns ASEA (Västerås); Pellerins margarinfabrik (Göteborg); Mazetti (Malmö); Lux (Stockholm); LKAB (Kiruna), Nordisk Möbelring (Malmö); Rudelius & Boklund (Lund); Svenska Bindgarnsfabriken (Stockholm - Malmö - Lund); Scania AB (Malmö); Önos (Tollarp), Frazzi-Tegel AB (Stockholm), Avesta Järnverks AB (Avesta), med flera.
De officiella byggnaderna, som ritades av arkitekten Theodor Wåhlin, var entrén (mot Nygatan), huvudrestaurangen, konsthallen, kraftstationen maskinhallen, musikpaviljongen, industrihallen med tornet, turist-, vagn- och redskapshallen. Idag finns musikpaviljongen, en stor fontän och en stenpelare med glob från Övedsklosters Sandstenbrott AB kvar från utställningen. Dessutom finns det många prylar och vykort bevarade.

## Spelmanstävling
Här hölls landets andra spelmanstävling anordnad av folkmusikupptecknaren Nils Andersson. 60 spelmän och grupper tävlade och en lång rad priser delades ut. Det var vid denna tävling som bland annat den sedan riksbekanta Källnatrion bildades och framträdde för första gången. De fick också uppdraget att spela marschen som spelmännen tågade till fram till uppspelningsplatsen. Eftersom utställningen bevakades av alla rikstidningar fick spelmanstävlingen även stor uppmärksamhet, och spelmanstävlingar blev de närmaste decennierna därefter populära och välbesökta evenemang i hela landet.

## Solidarhemmet
På utställningen visades det första Solidarhemmet ritat av Harald Boklund som realiserade Elsa Törnes planer på uppdrag av Malmö-Lunds Solidarkommitté. Huset skulle med all sin moderna inredning kosta 15 000 kronor i dåtidens penningvärde och det var mycket.